# Negri River
Der Negri River ist ein Fluss im Nordosten des australischen Bundesstaates Western Australia und im Nordwesten des Northern Territory. Der Unterlauf liegt in der Region Kimberley.

## Geografie
Der Fluss entsteht an der Ostseite des Mount Napier in der Südostecke des Aboriginesreservates Malagin im Nordwesten des Northern Territory am Zusammenfluss von Kirkimbie Creek und dem Moonbool Creek. Er durchfließt das Reservat in nordwestlicher Richtung bis zur Kleinstadt Mistake Creek an der Duncan Road. Kurz danach überschreitet er die Grenze nach Western Australia. Etwa zehn Kilometer weiter westlich mündet er in den Ord River.

### Nebenflüsse mit Mündungshöhen
Nebenflüsse des Negri River sind:
- Kirkimbie Creek – 259 m
- Moonbool Creek – 259 m
- Magpie Creek – 194 m
- Headleys Creek – 180 m
- Nelson Creek – 174 m
- Stirling Creek – 152 m
- Mistake Creek – 140 m
- Rb Creek – 129 m